# Runović
Runović, naselje je u općini Runovići te njezino administrativno središte. Runović, kojemu se ime Zakonom iz 2001. mijenja iz Runovići (danas ime općine) u Runović, smješten je u zaleđu planine Biokovo i Makarskog primorja čiji se zaseoci nalaze u dolini vijugave ponornice Vrljike što će svoj put završiti u Neretvi. 
Povijest ovog naselja je burna i duga pojavljuje se prvi puta pod imenom Novae, što se nalazila između Salone i Narone.
Žito i sitna stoka njihov su bili glavni temelj opstanka stanovništva, no kako je bio nedovoljan mnogi izbjegoše trbuhom za kruhom. Ostatak stanovništva što ne iseljava živi od uzgoja duhana i koza, te uzgoja kukuruza koji je stigao po otkriću Amerike, no uoči Prvog svjetskog rata mnogi opet iseliše u Ameriku, a u drugoj polovici 20. stoljeća odlaze najviše u Njemačku. 
Tijekom Domovinskog rata mnogi se vraćaju u domovinu, da bi od 1991 do 1995., prema dr. Vladi Puljizu, u ratu položilo živote 11 Runovićana.

## Stanovništvo
| broj stanovnika | 956   | 1813  | 1533  | 1771  | 2154  | 3011  | 2917  | 2057  | 2429  | 2447  | 2495  | 2598  | 2293  | 2519  | 2071  | 2024  | 1706  |
|                 | 1857. | 1869. | 1880. | 1890. | 1900. | 1910. | 1921. | 1931. | 1948. | 1953. | 1961. | 1971. | 1981. | 1991. | 2001. | 2011. | 2021. |

## Šport
- NK Mračaj Runović

## Znamenitosti
- Kulturno-povijesna seoska cjelina Lubine, zaštićeno kulturno dobro